# Vanja Spaić
Vanja Spaić (* 31. Dezember 1995) ist eine bosnische Leichtathletin, die sich auf den Speerwurf spezialisiert hat.

## Sportliche Laufbahn
Erste Erfahrungen auf Wettkämpfen internationaler Ebene sammelte Vanja Spaić im Jahr 2013, als sie bei den Balkan-Meisterschaften in Stara Sagora mit einer Weite von 45,87 m den vierten Platz belegte. Auch bei den Balkan-Meisterschaften 2016 in Pitești gelangte sie mit 46,76 m auf Rang vier und im Jahr darauf schied sie bei den U23-Europameisterschaften in Bydgoszcz mit 50,59 m in der Qualifikationsrunde aus. 2018 wurde sie bei den Balkan-Meisterschaften in Stara Sagora mit 49,20 m Sechste und 2020 siegte sie bei den Balkan-Meisterschaften in Cluj-Napoca mit einem Wurf auf 53,31 m. 2021 stellte sie in Eugene im Rahmen der NCAA-Div. I Outdoor Championships mit 55,06 m einen neuen Landesrekord auf und klassierte sich dann Ende Juni mit 49,43 m auf dem sechsten Platz bei den Balkan-Meisterschaften in Smederevo.
In den Jahren 2013 und 2014 sowie von 2018 bis 2020 wurde Spaić bosnische Meisterin im Speerwurf. Sie ist Studentin an der California State University in Fresno.